# Алекрин (футбольный клуб)
«Алекрин» (порт. Alecrim Futebol Clube) — бразильский футбольный клуб из одноимённого квартала города Натал, штат Риу-Гранди-ду-Норти.

## История
Футбольный клуб «Алекрин» был основан 15 августа 1915 года. В начале 1920-х годов клуб на несколько сезонов прекратил функционирование из-за финансовых проблем, однако в первый же сезон после возобновления культивирования футбола впервые стал чемпионом штата (в 1924 году).
В 1986 году «Алекрин» был участником Серии A Бразилии. Клуб вылетел в первой стадии тогда ещё многоступенчатого турнира.
В начале XXI века «Алекрин» отметился победами на молодёжном уровне — команды до 15 и до 20 лет стали чемпионами штата в своих возрастных категориях. В 2009 году клуб дошёл до полуфинала Серии D, что дало право участвовать уже в Серии C сезона 2010.
В следующем году команда набрала 10 очков в «группе смерти» B предварительного раунда Серии C, но это не помогло «Алекрину» уйти с последнего места в группе и уберечься от вылета (победитель этой группы АБС набрал всего 12 очков).
«Алекрин» — 7-кратный чемпион Лиги Портигуар. По этому показателю команда уступает лишь двум явным лидерам в футболе штата Риу-Гранди-ду-Норти — АБС и «Америке».
В 2017 году «Алекрин» впервые в своей истории вылетел во второй дивизион чемпионата штата.

## Достижения
- Чемпион штата Риу-Гранди-ду-Норти (7): 1924, 1925, 1963, 1964, 1968, 1985, 1986
- Участник Серии A чемпионата Бразилии (3): 1964, 1965[1], 1986